# Höchst im Odenwald
Höchst im Odenwald è un comune tedesco di 10 319 abitanti situato nel land dell'Assia.